# Équation de Schrödinger avec non linéarité logarithmique
En physique théorique, l'équation de Schrödinger avec non-linéarité logarithmique (parfois abrégée de l'anglais Logarithmic Schrödinger Equation par LNSE ou LogSE) est l'une des versions non linéaires de l'équation de Schrödinger. C'est une équation d'onde classique avec toutefois des applications aux extensions de la mécanique quantique,,, l'optique quantique, la physique nucléaire,, les phénomènes de transport et de diffusion de la matière,, les systèmes ouvertes quantiques et la théorie de l'information,,,,, des modèles de gravité quantique et de vide physique,,, et la théorie de la superfluidité et des condensats de Bose-Einstein,. Sa version relativiste (avec un d'alembertien au lieu de l'opérateur laplacien et la dérivée par rapport au temps de premier ordre) fut d'abord proposée par Gerald (Harris) Rosen. C'est un exemple d'un système intégrable.
Cette équation est une équation aux dérivées partielles. En mathématiques et en physique mathématique, on utilise souvent sa forme sans dimension:
{\displaystyle i{\frac {\partial \psi }{\partial t}}+\Delta \psi +\psi \ln |\psi |^{2}=0.}
pour la fonction à valeur complexe {\displaystyle \psi =\psi ({\mathbf {x}},t)}, avec {\displaystyle {\mathbf {x}}=(x,y,z)} à l'instant {\displaystyle t}, et
{\displaystyle \Delta \psi ={\frac {\partial ^{2}\psi }{\partial x^{2}}}+{\frac {\partial ^{2}\psi }{\partial y^{2}}}+{\frac {\partial ^{2}\psi }{\partial z^{2}}}\,}
est le laplacien en coordonnées cartésiennes. Le terme logarithmique {\displaystyle \psi \ln |\psi |^{2}} s'avère être nécessaire pour assurer que la vitesse du son soit proportionnelle à la racine cubique de la pression pour l’hélium 4 à des températures en dessous de 1K. Ce terme joue aussi un rôle dans les atomes de sodium à des températures basses. Malgré le terme logarithmique, cette équation retient des symétries semblables à celles de sa contrepartie linéaire permettant son application aux systèmes atomiques et nucléaires,.
La version relativiste de cette équation peut être obtenue en remplaçant la dérivée par le d'alembertien, de la même manière que l'équation Klein-Gordon. Les solutions analogues à des solitons, connues sous le nom de Gaussons, constituent des solutions analytiques de cette équation pour un certain nombre de cas.